# 神遺方
神遺方（しんいほう）は丹波康頼または丹波雅忠によって編まれたとされる日本の医学書。古くから豪族・社家などの各家で伝えられて来た薬品の調合方法・処方などについてを記している。

## 概要
長らく写本のみで伝えられていたとされるが、明確な祖本は見られない。江戸時代後期の蘭方医・和気義啓（小森桃塢、1782年–1843年）よって文政10 年（1827年）に刊行された。その際の底本は、本文の一致などから丹波家に伝えられていた『神遺衆古秘法方録』だと見られている。
注釈書は古くから作られていたようで、丹波忠守による『神遺方義解』（原本は鎌倉時代のものだとされるが、確認されている写本は19世紀のもの）や、丹波頼理による講義録『神遺方講義』（1844年）をはじめ、『神遺方』（難波抱節の旧蔵品）や権田直助『神遺方経験抄』など、和方医学への興味のたかまりによって、その名が江戸時代後期に知られるようになったことから、何種類も写本の形式で編まれたものが残されている。いっぽうで、明確な祖本の存在しないことや、文章の構造から、現行の写本は10～11世紀（丹波康頼や雅忠）のものではなく、後世に偽撰されて書かれたもので、『大同類聚方』などの記載をもとに編まれているとも見られている。
『大同類聚方』と同様、スクナヒコナやオオクニヌシといった医薬の祖と言い伝えられていた神々から「伝えられた」とされる薬方を記載する形式も見られる。この形式は、前掲書の影響もあり、中世から近世にかけての和方の薬品の処方を記した医学書によく見られた。
『神遺方』の巻之中の冒頭にある「和気久寿利」には、備前国の和気飯成の家に伝わるものでスクナヒコナから授かった薬方であるという内容や薬の材料が記載されている。また、『神遺方』の巻之下に記載された便秘を治すための薬は、オオシノネ（大黄の根）などを用いるもの、ホクス（イチビの茎、または硫黄）などを用いるものと記述されている。

## 神遺方経験抄
『神遺方経験抄』（しんいほうけいけんしょう）は権田直助によって編まれた『神遺方』の注釈書で、丹波頼理『神遺方講義などを基盤にしている。序文には嘉永5年（1852年）とあり、それ以後に稿本が成立したと考えられるが、刊本は確認されておらず、門人などの手による稿本が写本として伝えられている。